# Биоинженерство
Биоинженерството, известно още като биомедицинско инженерство, е дисциплина, която съчетава принципите на инженерството, физиката, биологията и медицината за разработване на решения на проблеми в здравеопазването и медицинските изследвания. Биоинженерите използват знанията си в тези области, за да проектират, разработват и оптимизират медицински устройства, диагностични инструменти и терапии.
Някои примери за области, в които се прилага биоинженерството, включват:
1.Дизайн на медицински устройства: Биоинженерите проектират и разработват широка гама медицински устройства, като протези на крайници, изкуствени органи и диагностично оборудване. Те могат също така да работят върху разработването на технологии за доставяне на лекарства, изображения и наблюдение на здравето на пациентите.
2.Тъканно инженерство: Биоинженерите участват в разработването на нови подходи за тъканно инженерство, които включват използването на биоматериали и клетки за възстановяване или замяна на увредени тъкани в тялото. Тази област има потенциала да революционизира лечението на наранявания и заболявания.
3.Биомеханика: Биоинженерите използват принципите на механиката и науката за материалите, за да проучат как силите и напреженията влияят на човешкото тяло. Това знание може да се приложи при разработването на нови протези, хирургически инструменти и имплантируеми устройства.
4.Изчислителна биология: Биоинженерите използват изчислителни методи за моделиране на биологични системи, прогнозиране на ефектите на лекарствата и анализ на сложни биологични данни. Това поле има потенциала да ускори откриването на лекарства и да подобри персонализираната медицина.
Като цяло биоинженерството е разнообразна и бързо развиваща се област, която съчетава набор от дисциплини за разработване на иновативни решения на сложни проблеми в здравеопазването и медицинските изследвания.